# Zvi Yanai

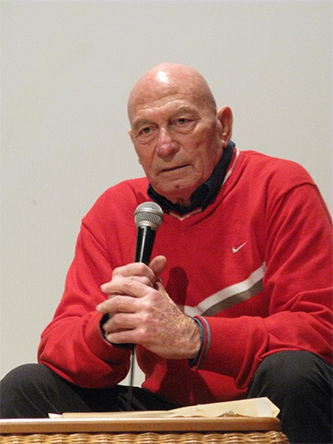
Zvi Yanai

Zvi Yanai (hebräisch :צבי ינאי, * 1935 in Pescara, Italien als Sandro Toth; † 16. Dezember 2013) war ein israelischer Schriftsteller und Publizist.
Im Jahr 1945 wanderte er nach Palästina aus;  
1962 trat er in die Armee ein und wurde Fallschirmjäger. Seit 1970 war er bei IBM Israel beschäftigt, deren langjähriger Sprecher er später wurde. 1993 wurde er Generaldirektor des Wissenschaftsministeriums.
Er betätigte sich einige Jahre als Buchautor und Herausgeber wissenschaftlicher Publikationen.

## Werke (Auswahl)
- Following the Thoughts. Ramat Gan 1994 (hebräisch).
- In Liebe, Dein Sandro. Briefe an meinen verlorenen Bruder. Frankfurt am Main 2009.